# Oxyopes nigripalpis
Oxyopes nigripalpis är en spindelart som beskrevs av Kulczynski 1891. Oxyopes nigripalpis ingår i släktet Oxyopes och familjen lospindlar. Inga underarter finns listade i Catalogue of Life.